# چوبایوویزنا
چوبایوویزنا (به لهستانی:  Czubajowizna) یک روستا در لهستان است که در گمینا پوشوینتنه (استان ماسوویان) واقع شده‌است.